# Yaws (webserver)
Yaws is een webserver geschreven in de programmeertaal Erlang. De naam is een acroniem en staat voor Yet another webserver (de zoveelste webserver).
Bij een benchmark die de belasting van Yaws en Apache op dezelfde hardware vergeleek, faalde Apache bij 4000 dynamische aanvragen per seconde terwijl Yaws bleef draaien bij meer dan 80,000 aanvragen per seconde.
De webserver is een van de grootste open-source-projecten die op Erlang gebaseerd zijn, en vormt de basis voor Erlyweb, een nieuw project dat zich profileert als een beter alternatief voor Ruby on Rails.